# Chứng ám ảnh chuyên biệt
Chứng ám ảnh chuyên biệt là bất kỳ loại rối loạn lo âu nào cũng có thể gây ra một nỗi sợ hãi không hợp lý liên quan đến việc tiếp xúc với các vật thể hoặc tình huống cụ thể. Kết quả là, người bị ảnh hưởng có xu hướng tránh tiếp xúc với các đối tượng hoặc tình huống và, trong trường hợp nghiêm trọng, tránh né bất kỳ đề cập hoặc mô tả nào về họ. Trên thực tế, sự sợ hãi có thể vô hiệu hóa cuộc sống hàng ngày của họ.
Sự sợ hãi hoặc lo lắng có thể được kích hoạt bởi sự hiện diện và sự dự đoán của vật thể hoặc tình huống cụ thể. Một người gặp phải rằng họ là người mắc Chứng ám ảnh chuyên biệt thường sẽ có dấu hiệu sợ hãi hoặc thể hiện sự khó chịu. Trong một số trường hợp, nó có thể dẫn đến một cuộc tấn công tinh thần hoảng loạn. Ở hầu hết người lớn, người đó có thể biết rõ ràng rằng nỗi sợ hãi là không hợp lý nhưng vẫn thấy khó kiểm soát sự lo lắng. Do đó, tình trạng này có thể làm giảm đáng kể chức năng của người đó và thậm chí cả sức khỏe thể chất. Chứng ám ảnh chuyên biệt ảnh hưởng lên đến 12% số người tại một số thời điểm trong cuộc sống của họ.
Cứ mỗi 10 người thì lại có hơn 1 người bị ám sợ chuyên biệt. Không ai biết chính xác nguyên nhân cụ thể gây ra những nỗi sợ này, mặc dù nó thường di truyền trong gia đình và xảy ra nhiều hơn ở phụ nữ. Ám sợ xuất hiện lần đầu thường ở tuổi thanh thiếu niên hoặc ở tuổi trưởng thành. Những nỗi sợ chuyên biệt bắt đầu đột ngột và có khuynh hướng dai dẳng hơn những nỗi ám ảnh thời thơ ấu. Chỉ khoảng 20% số người bệnh trưởng thành có thể tự thoát được những nỗi sợ này. Khi còn nhỏ, chúng ta thường sợ hãi nhiều thứ, ví dụ như sợ động vật, nhưng nỗi sợ này thường sẽ biến mất theo thời gian, trong khi số khác lại tiếp tục cho đến khi trưởng thành. Hiện vẫn chưa biết nguyên nhân tại sao những nỗi sợ hãi thời thơ ấu lại theo đuổi một số người đến tận khi lớn, và tự biến mất đối với những người khác.

## Chẩn đoán
Các đặc trưng chính của tiêu chuẩn chẩn đoán cho Chứng ám ảnh chuyên biệt trong Sổ tay chẩn đoán và thống kê rối loạn tâm thần về tâm thần (DSM-IV-TR) gồmː
- Lo sợ xuất hiện liên tục, quá mức hoặc không hợp lý, được xác nhận bởi sự hiện diện hoặc dự đoán của một vật thể hoặc tình huống cụ thể (ví dụ: bay, chiều cao, động vật, nhận tiêm, nhìn thấy máu).
- Tiếp xúc với kích thích sợ hãi gần như luôn luôn kích động một phản ứng lo lắng ngay lập tức, có thể có dạng tấn công tinh thần hoảng loạn hoặc bị rơi vào tình huống dễ bị tấn công. Ở trẻ em, sự lo lắng có thể được thể hiện bằng cách khóc, giận dữ, hoặc níu bám.
- Một người nhận ra rằng nỗi sợ hãi quá mức hoặc không hợp lý. Ở trẻ em, đặc trưng này có thể không có.
- Các tình huống gây sợ hãi khác thừơng bị tránh hoặc bằng cách nào đó phải chịu đựng với sự lo lắng dữ dội hoặc đau khổ.

Chứng ám ảnh chuyên biệt  - Tiêu chí trong Sổ tay chẩn đoán và thống kê rối loạn tâm thần (DSM 5) gồmː
- Sợ hãi hoặc lo lắng về một vật thể hoặc tình huống cụ thể (Ở trẻ em sợ hãi / lo lắng có thể được thể hiện bằng cách khóc, giận dữ, hoặc níu bám)
- Các đối tượng hoặc tình huống gây sợ hãi hầu như luôn luôn gây ra nỗi sợ hãi hoặc lo lắng ngay lập tức
- Các đối tượng hoặc tình huống gây sợ hãi thường khiến ai đó tránh né hoặc phải chịu đựng với nỗi sợ hãi hoặc lo âu dữ dội
- Nỗi sợ hãi hoặc lo lắng là không tương xứng với mối nguy hiểm thực tế do đối tượng hoặc tình huống cụ thể gây ra và bối cảnh văn hóa xã hội
- Nỗi sợ hãi, lo lắng hoặc tránh né là dai dẳng, thường kéo dài trong 6 tháng trở lên
- Nỗi sợ hãi, lo lắng hoặc tránh né gây ra sự suy giảm hoặc suy giảm đáng kể về mặt lâm sàng ở các lĩnh vực hoạt động xã hội, nghề nghiệp hoặc các lĩnh vực quan trọng khác
- Sự xáo trộn không được giải thích rõ hơn bởi các triệu chứng của rối loạn tâm thần khác, bao gồm sợ hãi, lo âu và tránh né các tình huống liên quan đến các triệu chứng giống như hoảng loạn hoặc các triệu chứng bất lực khác, đối tượng hoặc tình huống liên quan đến nỗi ám ảnh, nhắc nhở về các sự kiện đau thương.

Một người thông thường sẽ có nhiều ám sợ chuyên biệt khác nhau. Trung bình có đến 3 vật hoặc tình huống cụ thể khiến họ cảm thấy hoảng loạn và sợ hãi và khoảng 75% người bệnh có nhiều hơn một nỗi ám sợ. Trong những trường hợp này, cần phải có nhiều chẩn đoán khác nhau, mỗi chẩn đoán có một mã riêng để phân biệt tác nhân gây ám sợ. Ví dụ như, nếu một người sợ sấm sét và sợ bay thì sẽ có hai chẩn đoán được đưa ra: một là sợ môi trường và một là sợ tình huống.

### Thể loại
Theo phiên bản thứ tư của Sổ tay chẩn đoán và thống kê của Rối loạn tâm thần, các ám ảnh có thể được phân loại theo các loại chung sau đây: 
- Loại động vật - Nỗi sợ hãi đối với chó, mèo, chuột và/hoặc chuột, lợn, bò, chim, nhện hoặc rắn.
- Loại môi trường tự nhiên - Nỗi sợ hãi đối với nước (aquaphobia), độ cao (acrophobia), sét và sấm sét (astraphobia), hoặc lão hóa (gerascophobia).
- Loại tình huống - Nỗi sợ hãi đối với các không gian nhỏ hẹp (claustrophobia), hoặc bóng tối (nyctophobia).
- Máu / tiêm / thương tích loại - điều này bao gồm nỗi sợ hãi đối với thủ tục y tế, bao gồm cả kim tiêm và tiêm (trypanophobia), sợ máu (chứng sợ máu) và sợ bị thương. [4]
- Các loại khác bao gồm nỗi sợ hãi của trẻ em hoặc âm thanh lớn hoặc các nhân vật có tầm ảnh hưởng.[5]

## Chữa trị
Sau đây là hai phương pháp điều trị thường được sử dụng trong điều trị chứng ám ảnh chuyên biệt:
Liệu pháp hành vi nhận thức (CBT), một liệu pháp tập trung vào kỹ năng ngắn hạn, nhằm giúp mọi người khuếch tán phản ứng cảm xúc không hữu ích bằng cách giúp mọi người xem xét sự khác biệt hoặc thay đổi hành vi của họ, có hiệu quả trong điều trị chứng ám ảnh chuyên biệt. Liệu pháp phơi nhiễm là một dạng đặc biệt hiệu quả của liệu pháp hành vi nhận thức đối với điều trị chứng ám ảnh chuyên biệt. Các thuốc hỗ trợ liệu pháp hành vi nhận thức  không được khuyến khích, ngoại trừ D-clycoserine.

## Dịch tễ học
Chứng ám ảnh chuyên biệt cụ thể có tỷ lệ người mắc phải trung bình trong một năm là 8,7% ở Mỹ với 21,9% trường hợp nặng, 30,0% vừa phải và nhẹ 48,1%. Độ tuổi khởi phát của Chứng ám ảnh chuyên biệt thông thường là giai đoạn thời thơ ấu đến tuổi vị thành niên. Phụ nữ có nguy cơ mắc chứng ám ảnh chuyên biệt gấp hai lần nam giới.